# Mollie King (atriz)
Mollie King (16 de abril de 1895 – 28 de dezembro de 1981) foi uma atriz de teatro e de cinema estadunidense da era muda, que atuou em 17 filmes entre 1916 e 1924.

## Carreira

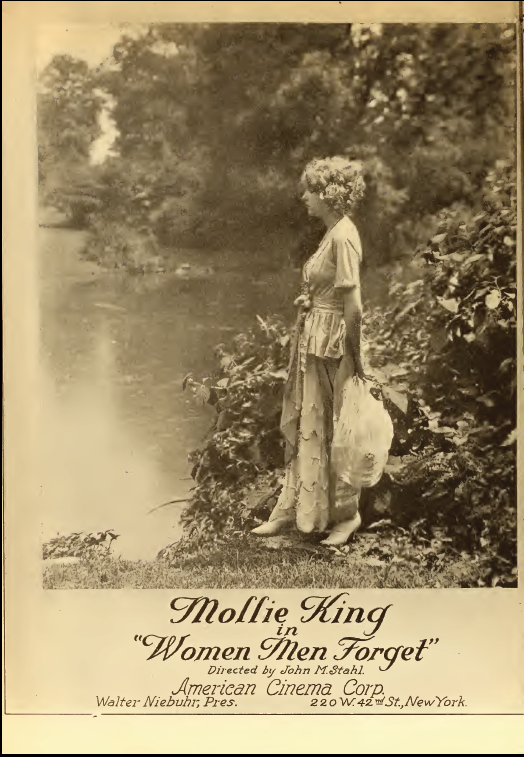
Mollie King em Women Men Forget (1920).

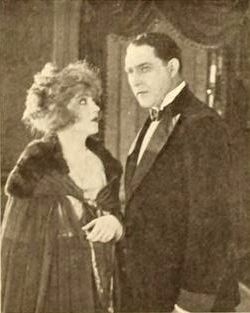
Cena do filme Greater Than Love (1919), com Mollie King e Holmes Herbert.

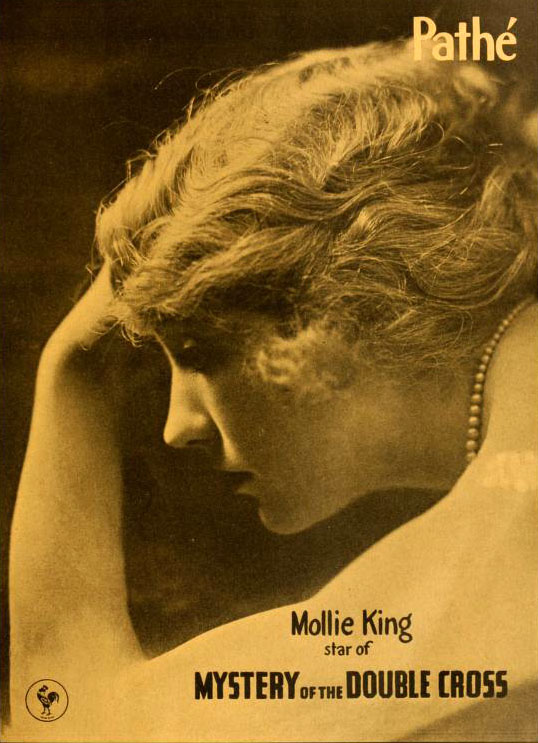
Cartaz do seriado The Mystery of the Double Cross, de 1917, com Mollie King.

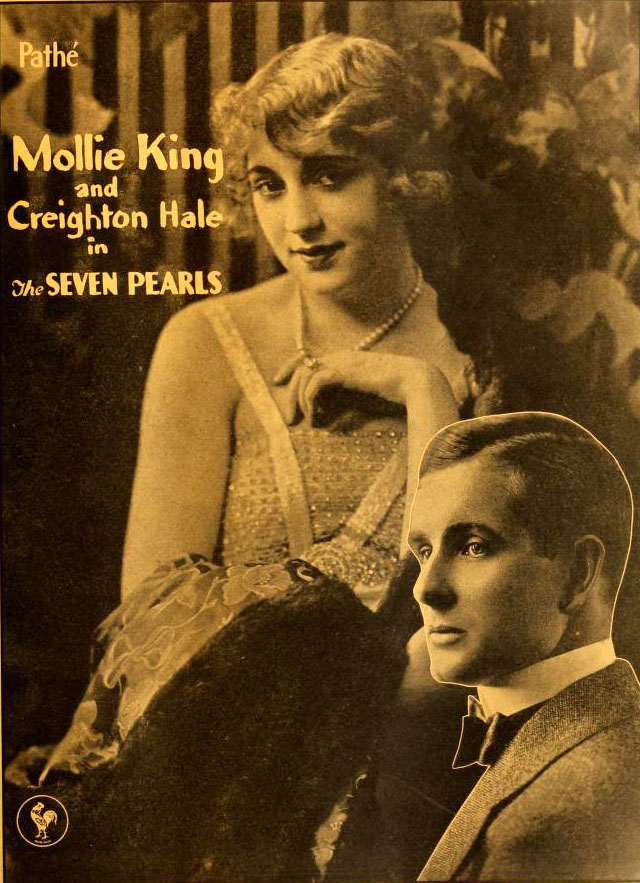
Cartaz do seriado The Seven Pearls, de 1917, com Mollie King e Creighton Hale.

Mollie King nasceu na cidade de Nova York, em 16 de abril de 1895, de uma família ligada ao teatro, e estreou no palco aos oito anos de idade, ao lado de Maxine Elliott em Her Own Way, produzido por Charles Dillingham em 1903, no New York e Garrick Theatre. Na peça The Winsome Widow, King substituiu Elizabeth Brice, em 1912.  Em 1913, atuou na peça The Passing Show, no Winter Garden Theatre, ao lado de seu irmão Charles King.
Estreou no cinema aos 21 anos, em 1916, no filme A Circus Romance, pela Equitable Motion Pictures Corporation. Ainda no mesmo ano atuou em A Woman’s Power, All Man e The Summer Girl. Em 1917 fez os seriados The Mystery of the Double Cross e The Seven Pearls, pela Astra Film Corporation.
Mollie King se dividia entre o teatro e o cinema, e ressurgiu na Broadway em 1919, em dois musicais, Good Morning, Judge, uma produção que incluía seu irmão Charles e sua irmã Nellie King, e em 1921 na produção de Lew Fields, Blue Eyes.
Além da Equitable Motion Pictures, King atuou pela Astra Film Corporation, Ivan Films, Frank Reicher Productions, Screencraft Productions, entre outros. Após o filme de 1924, Pied Piper Malone, da Famous Players-Lasky Corporation, ela abandonou o cinema e parou de atuar, aos 29 anos.

## Vida pessoal
Casou com Kenneth Dade Alexander em 26 de maio de 1919. Casou posteriormente com Thomas Claffey.
É irmã dos atores Nellie King e Charles King.
Em 28 de dezembro de 1981, morreu em Fort Lauderdale, Flórida, aos 86 anos, e está sepultada no Woodlawn Cemetery.

## Filmografia parcial
- A Circus Romance (1916)
- A Woman’s Power (1916)
- Fate’s Boomerang (1916)
- All Man (1916)
- The Summer Girl (1916)
- The Mystery of the Double Cross (seriado, 1917)
- The Seven Pearls (seriado, 1917)
- Human Clay (1918)
- Suspense (1919)
- Greater Than Love (1919)
- Women Men Forget (1920)
- Suspicious Wives (1921)
- Her Majesty (1922)
- Pied Piper Malone (1924)

## Atuações teatrais
- Her Own Way (1903)
- The Winsome Widow (1912, substituta)
- The Passing Show (1913)
- Good Morning, Judge (1919)
- Blue Eyes (1921)